# فرنسيسكو فيدال
فرنسيسكو فيدال (بالإسبانية: Francisco Vidal y Barraquer)‏ (و. 1868 – 1943 م) هو عالم عقيدة، وكاهن كاثوليكي، من إسبانيا، ولد في طراغونة، وكان عضوًا في الأكاديمية الملكية للتاريخ، توفي في سويسرا، عن عمر يناهز 75 عاماً.

## مناصب
تولى منصب رئيس الاساقفة، والكاردينال، وأسقف.

## التعليم
تعلم في جامعة برشلونة.

## جوائز
حصل على جوائز منها:
- وسام جوقة الشرف.[5]